# Committee on Public Information
Pour les articles homonymes, voir CPI.

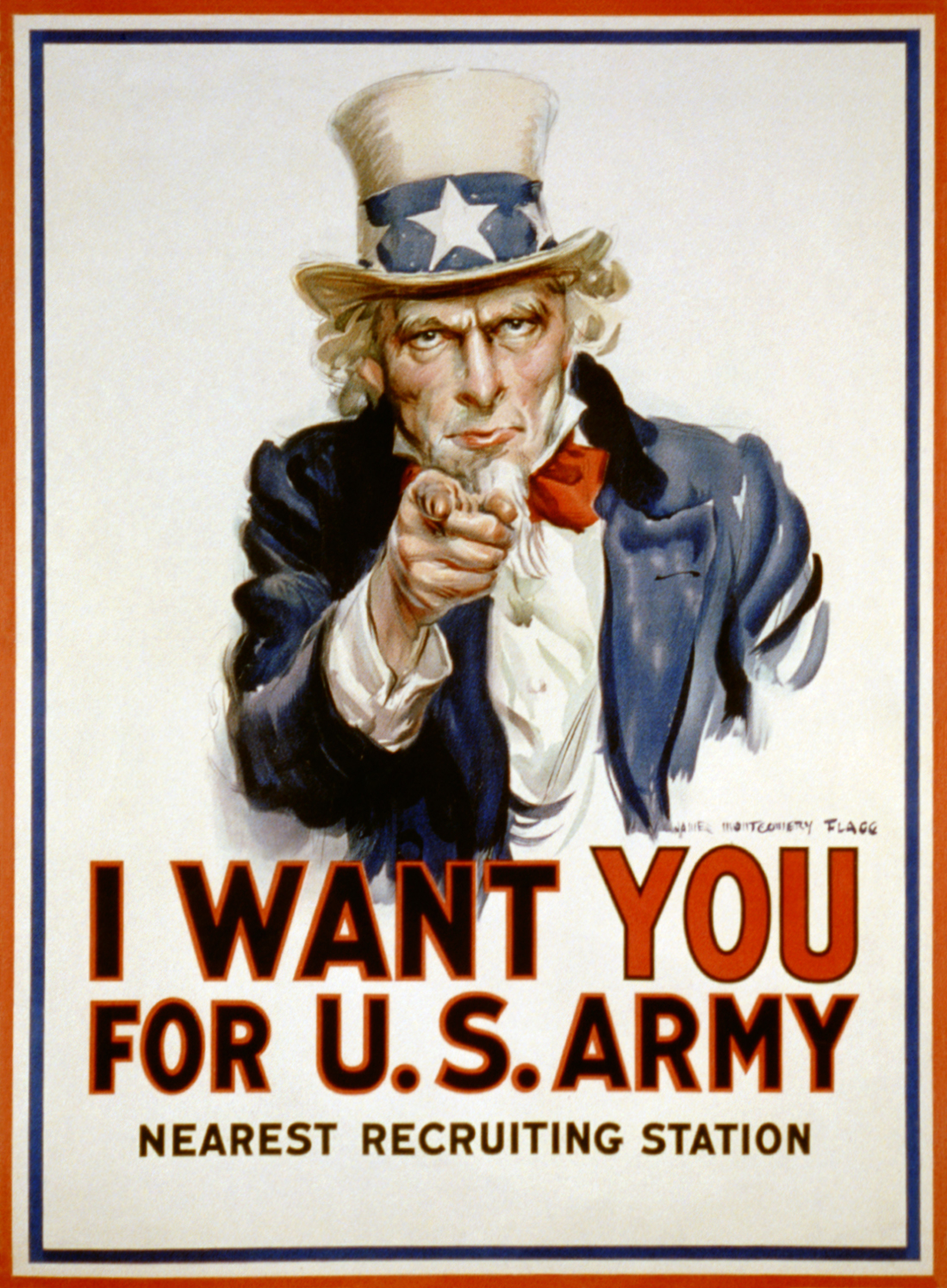
Affiche produite dans le cadre de la commission Creel.

Le Committee on Public Information (CPI), également appelée commission Creel du nom du journaliste qui l’a dirigée (George Creel (en), 1876-1953), est une commission mise en place en avril 1917 au plus haut niveau de l'État américain, afin de convaincre l'opinion publique américaine de soutenir l'effort de guerre.
L'exemple le plus célèbre des créations de la commission Creel est l'affiche de l'Oncle Sam accompagnée du slogan « I want you for US Army »[réf. souhaitée].
La création de la commission marque un tournant dans la façon de communiquer pour les États. Elle utilise notamment une approche sociétale de marketing qualifiée ultérieurement de « tittytainment ».
La commission cesse ses activités début 1919, avant d'être dissoute le 30 juin de la même année.

## Création
La commission, dirigée par le journaliste (George Creel (en), 1876-1953), est installée par le président des États-Unis Thomas Woodrow Wilson dès le 14 avril 1917.
Elle compte dans ses rangs des journalistes, des illustrateurs et des professionnels des relations publiques. Elle met sur pied une véritable stratégie de communication qui se fonde sur la diffusion de tracts, films, affiches, caricatures (canaux que l’on classerait aujourd’hui dans la communication média en marketing), ainsi qu’un nombre impressionnant de communiqués de presse, traduits en plusieurs langues car la commission avait des bureaux à l’étranger. Elle était chargée de maintenir le moral de la population civile, d'accroître la capacité de la guerre psychologique, d'assurer la diffusion des idéaux américains à l'étranger. Elle arriva à agir dans tous les pays du monde (y compris l'Asie) avec des moyens très divers et adaptés à chaque pays et circonstance.

## Organisation
La commission met sur pied plus d'une vingtaine de bureaux et « divisions », avec 9 antennes à l'étranger. Parmi les divisions, certaines sont chargées de l'action sur le territoire américain, les autres visent le reste du monde. Parmi celles-ci, on peut citer :
- News Division : elle édite un bulletin quotidien, Official Bulletin, qui est envoyé à tous les organes de presse, aux bureaux de poste, aux administrations et aux bases militaires[2]. Dans ses 8 pages, qui monteront bientôt à 32[2], la CPI donne la vision de la guerre qu'elle entend voir diffusée.
- Films Division : Elle produit plusieurs longs métrages, en dehors des films hollywoodiens[3].
- Division of Pictorial Publicity : elle cherche à influencer la partie de la population ne lisant pas les journaux[4]. Pour ce faire, elle publiera un grand nombre d'affiches, d'illustrations, de matériels pour les 2000 lanternes magiques destinées à être utilisées lors de discours ou meetings[5].

## Propagande ettittytainment

### Four minute men

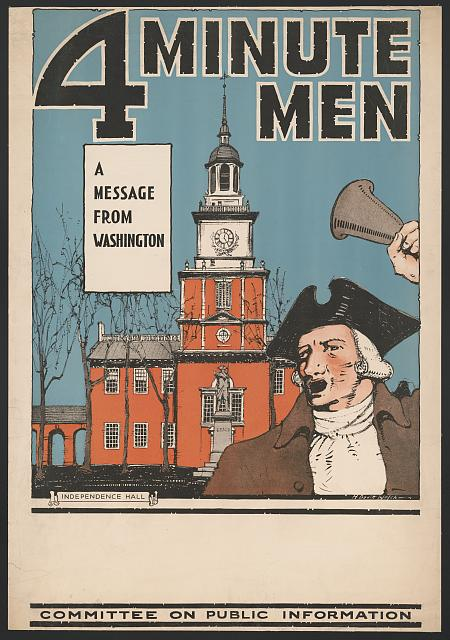
Affiche du CPI, 1917.

Le CPI essaya de provoquer l'adhésion des citoyens américains, endoctrinés par des dizaines de milliers de propagandistes volontaires et bénévoles. L’opération des « Four minute men » est l'une des plus grandes réussites de la commission Creel. Le but de cette opération est de réunir le plus grand nombre de volontaires, en général des personnalités très impliquées dans leur communauté, qui doivent par la suite se lever soudainement pendant les réunions publiques (comme à l’église lors de la messe, dans les salles de théâtre ou les cinémas) pour prononcer un discours ou un poème reprenant les points de vue défendus par le gouvernement sur la nécessité d'entrer en guerre. Des dizaines de milliers d’individus sont recrutés pour cette opération.
La guerre terminée, les politiques délaissent pendant un temps cet outil incroyable de propagande qu’ils ont mis sur pied. Les entreprises privées en tirent la leçon et portent pour la première fois leur regard vers les « relations publiques ».

### Destroy this mad brute

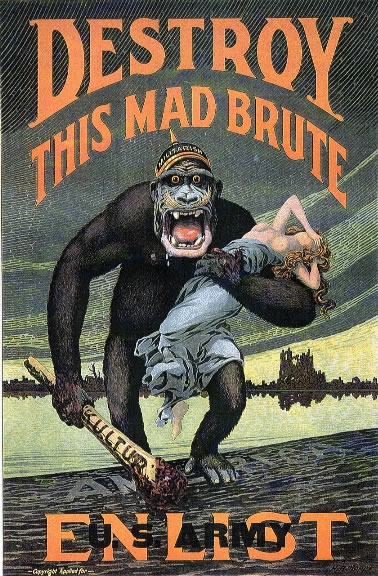
Affiche conçue par Harry Ryle Hopps en 1917, considérée comme origine du « tittytainment ».

Cette affiche « Destroy This Mad Brute – Enlist » peut être rapprochée du concept de « tittytainment », développé dans les années 1990 par le démocrate Zbigniew Brzezinski, membre de la commission trilatérale et ex-conseiller du président des États-Unis Jimmy Carter, pendant la conclusion du premier State of the World Forum en 1995 à l'hôtel Fairmont de San Francisco.

### Autres actions de propagande intérieure et extérieure

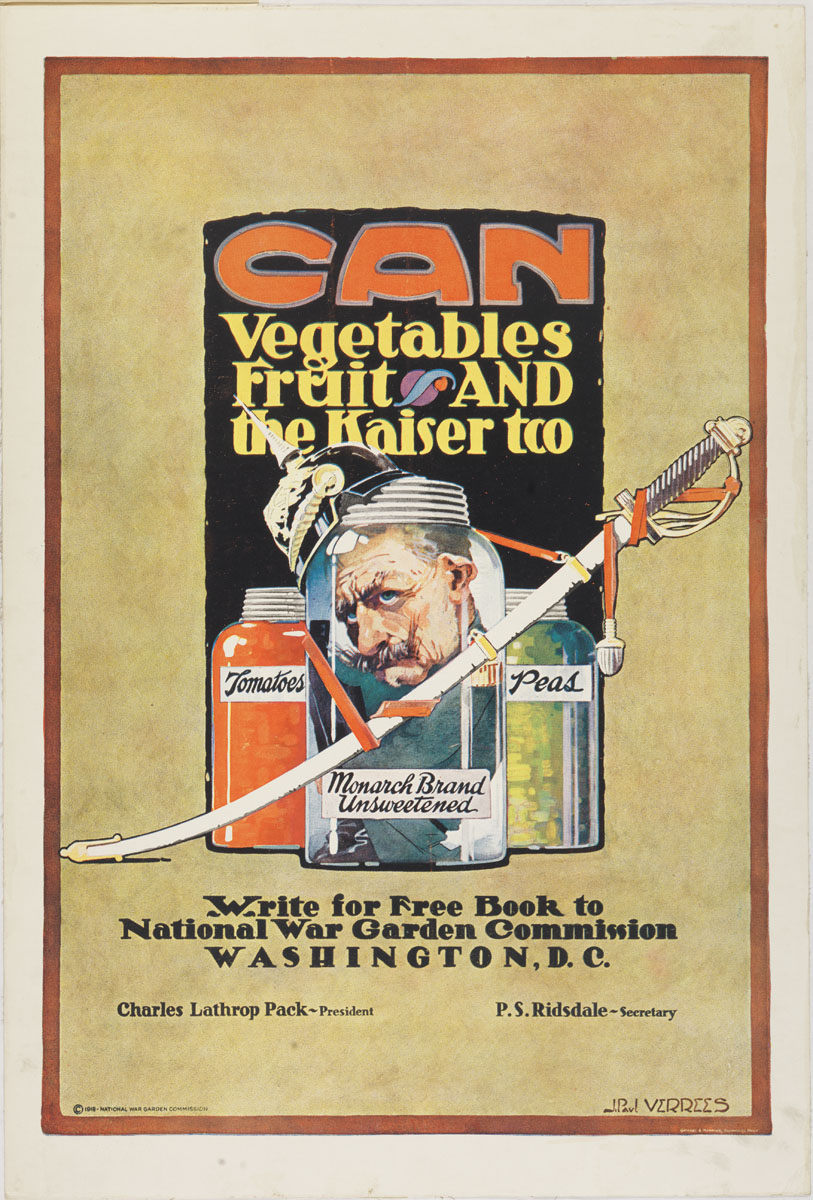
Affiche de Paul Verrees (1918), un des artistes belges recruté par la commission.

Le C.P.I. répandit des millions de brochures (messages de Wilson, buts de guerre, doctrine américaine, dénonciation des méthodes de guerre allemandes), fit faire des films patriotiques, et provoqua de vastes manifestations publiques (le pèlerinage de l'Indépendance Day à la tombe de Washington). Vers l'étranger, le C.P.I. utilisa la T.S.F. et réussit à proposer un véritable mythe : la Croisade des Démocraties pour une Paix réalisant les droits de l'humanité. C'était le mythe de la réalisation d'un monde meilleur résumé dans les XIV points de Wilson. Le mythe de justice et de démocratie eut une efficacité considérable, même sur l'opinion publique allemande. Les Etats-Unis sont arrivés à un modèle parfaitement rodé d'organisation de la propagande intérieure autant qu'extérieure.